# Џон Саксон
Џон Саксон, право име Кармин Орико (Бруклин, 5. август 1936 — Мурфризборо, 25. јул 2020) био је амерички филмски и телевизијски глумац, познат по наступима у низу филмова, углавном акционог, криминалистичког и хорор жанра. Вероватно најпознатија улога му је улога Ропера, циничног мајстора борилачких вештина у филму У змајевом гнезду, где је био партнер Брусу Лију.